# Doktor Muchołapski
Doktor Muchołapski (dawniej także Doktór Muchołapski, niekiedy z podtytułem Fantastyczne przygody w świecie owadów) – powieść fantastycznonaukowa Erazma Majewskiego z 1890 roku dla młodzieży. Osią fabuły są przygody tytułowego bohatera, entomologa, który zmniejsza się do wielkości owada.
Wydanie z 1890 r. było ilustrowane przez Juliana Maszyńskiego.

## Historia wydań
Pierwsze wydanie książki ukazało się w 1890 nakładem wydawnictwa Gebethner i Wolff. Książkę wznowiono kilkukrotnie: wydanie 2. ukazało się w 1892 nakładem tego samego wydawnictwa; kolejne, także opisane jako drugie, ukazało się 1921 nakładem wydawnictwa Księgarnia i Skład Nut Perzyński, Niklewicz i S-ka. Po wojnie książkę wydano w 1957 (Wydawnictwo Czytelnik), a następnie w 2013 (Fundacja Zeszytów Literackich).
Powieść została też przetłumaczona na język czeski (Doktor Mucholapka: Podivuhodné příběhy z říše hmyzu, Šimáček, 1901) i język rosyjski (pod trzema różnymi tytułami: dwa wydania w 1899 - Доктор Мухоловкин i Пропавшiй Туристъ, i jedno w 1903 - Докторъ Мухолапскiй (kolejne wydania w 2017 i 2018).

## Fabuła

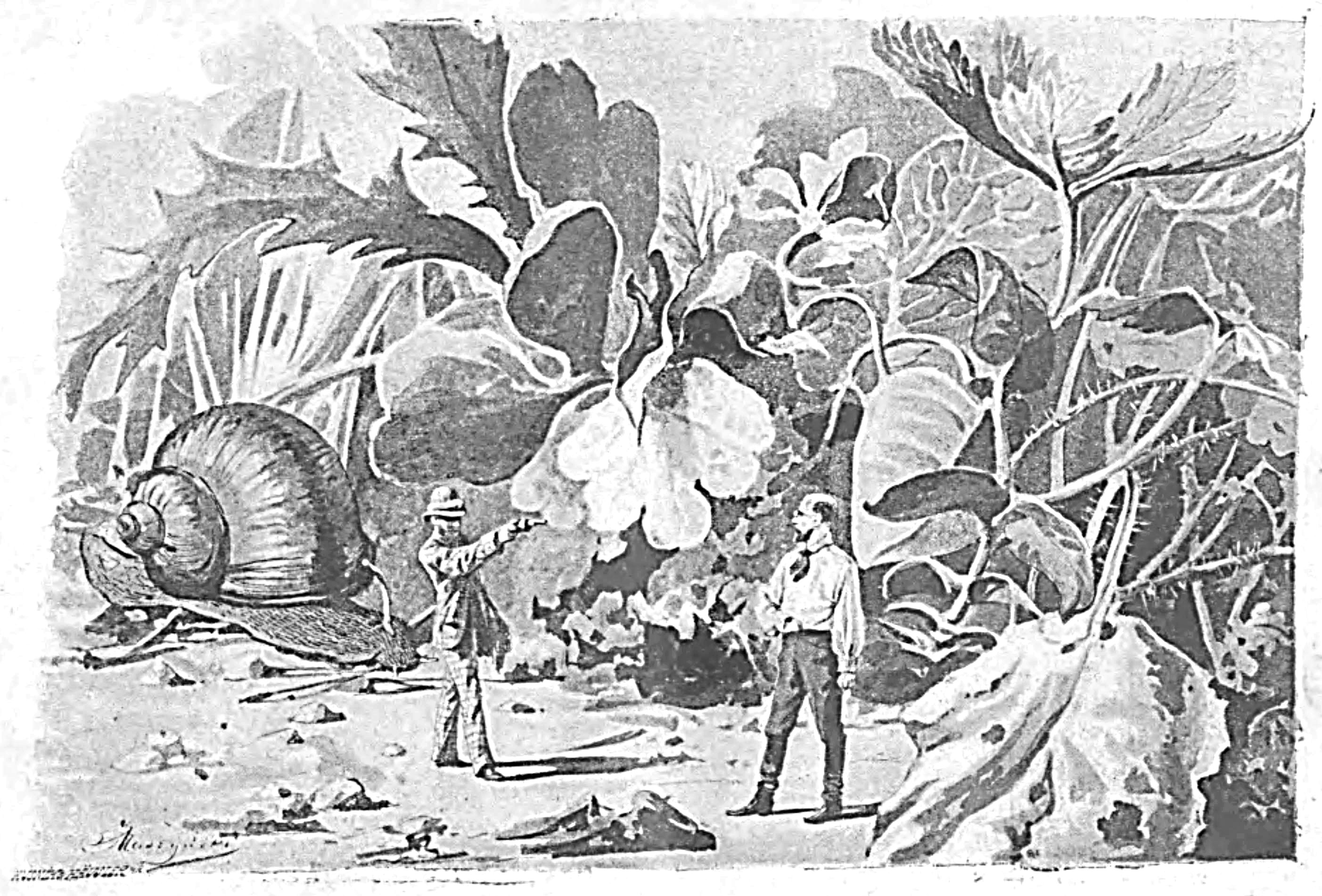
Doktor Muchołapski spotyka lorda Puckinsa

Jan Muchołapski, wybitny, choć mało znany entomolog (dipterolog) i ekscentryczny naukowiec, staje przed niespotykanym wyzwaniem, gdy przypadkiem znajduje miniaturowy „list” – maleńki jak główka szpilki. Wiadomość pochodzi od lorda Puckinsa, ekscentrycznego Anglika przebywającego w Tatrach, który błaga o pomoc. Okazuje się, że lord Puckins, zażywszy eliksir przygotowany przez tajemniczego bramina o imieniu Nurredin, zmniejszył się do rozmiarów muchy. Początkowa euforia związana z odkrywaniem świata z nowej perspektywy szybko przeradza się w przerażenie. Jedyną nadzieją na ratunek staje się Muchołapski, który wyrusza na pomoc, kierowany zarówno ciekawością naukowca, jak i instynktem ratownika. Początkowe wydarzenia rozgrywają się w Warszawie i w londyńskiej rezydencji lorda Puckinsa – Puckinstone – ale kluczowe przygody przenoszą się w malownicze i dzikie rejony polskich Tatr, Przygody bohaterów kończą się pozytywnie; Muchołapski odnajduje Puckinstona i następnie namawia go, by spędzili czas badając środowisko owadów z ich punktu widzenia; aczkolwiek w epilogu wychodzi na jaw, że przygody bohaterów były wymysłem narratora, napisaną w celu przekonania czytelników, że entomologia nie jest nudna, a potrafi być wręcz fascynująca.
Kontynuacją powieści jest Profesor Przedpotopowicz (1898); obydwie powieści łączy postać lorda Puckinsa, a także zakończenie, w którym fantastyczne przygody bohaterów okazują się fikcją.

## Analiza i odbiór

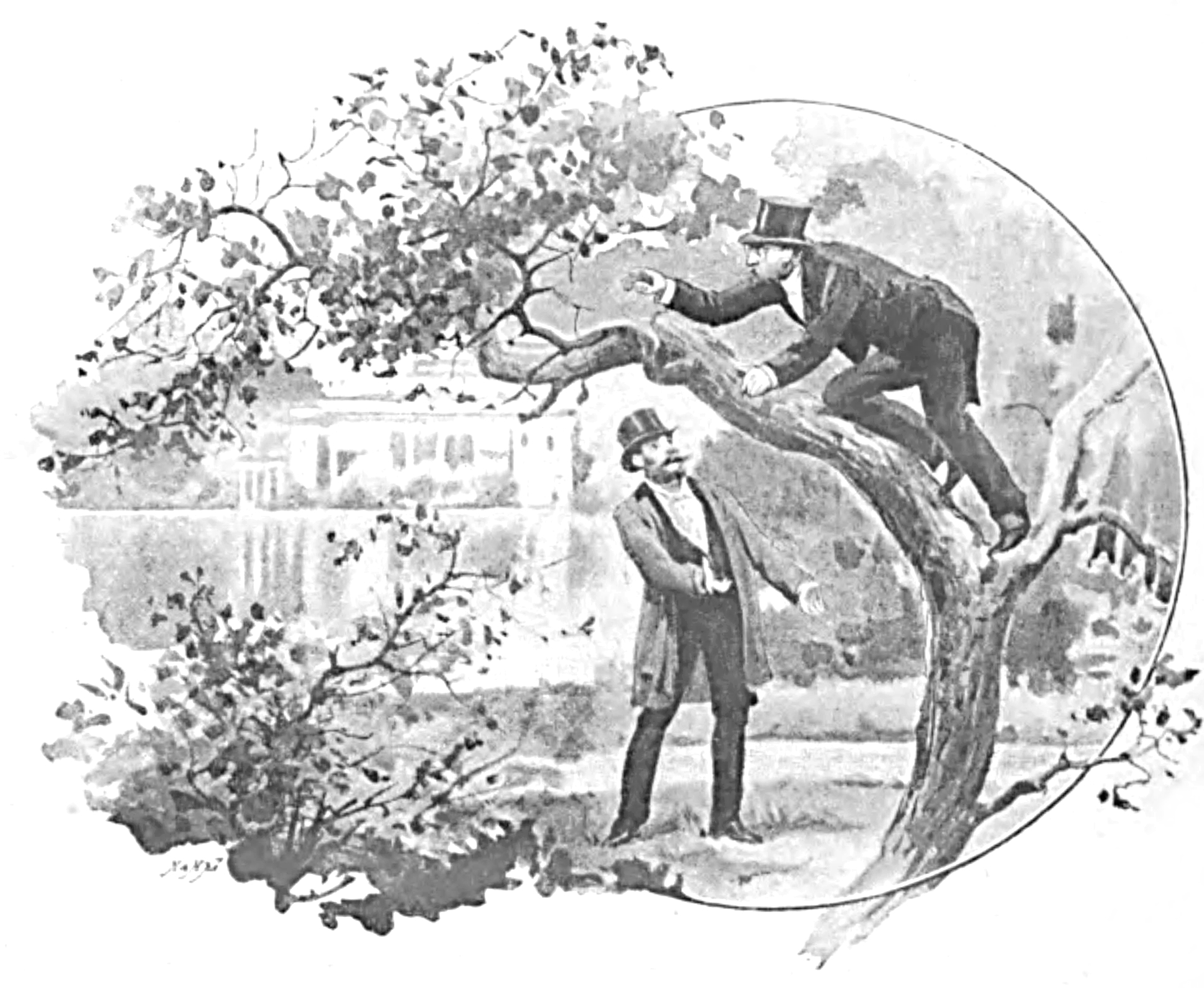
Doktor Muchołapski szukający owadów w dniu swego ślubu (scena opisana przez Miłosza)

Książkę Majewskiego w młodości lubił Czesław Miłosz, który też napisał później posłowie do jej późniejszego wydania (gdzie napisał, że „Doktór Muchołapski pomógł mi w moim sprzeciwie wobec dorosłych” i wygraniu argumentów na temat znaczenia hobby i pasji w życiu), a także bezpośrednio nawiązał do tego utworu w poemacie Pamiętnik naturalisty z tomu Gdzie wschodzi słońce i kędy zapada (1974). Tomasz Fiałkowski uznał twórczość Majewskiego za jedną z głównych inspiracji Miłosza do „fascynacji naturą, jak i niezgody na wszechobecne w niej okrucieństwo”.
Do utworów Majewskiego nawiązał w swojej twórczości także Bohdan Korewicki (Przez ocean czasu, 1957).
Maciej Wróblewski opisał powieści Majewskiego (Doktora Muchołapskiego i późniejszego Profesora Przedpotopowicza z 1898) jako „powieści paleontologiczne”, popularyzujące odkrycia tej nauki, a także (w Doktorze Muchołapskim) botaniki i zoologii (zwłaszcza entomologii) wśród młodzieży, bez nachalnego dydaktyzmu. Równocześnie zaliczył też te utwory do fantastyki naukowej. Twórczość Majewskiego uznał za bardziej intelektualnie wymagającą dla czytelnika niż dzieła współczesnego mu Władysława Umińskiego, innego prekursora fantastyki naukowej w polskim piśmiennictwie. W powieści zauważa edukacyjnie i intelektualnie wartościowy „dziewiętnastowieczny dyskurs naukowy na temat owadów”, a także opis fauny i flory tatrzańskiej (np. „żaby grzebiuszki, jedwabnika, pszczoły murawki, pluskwy, pająka, motyla, komara czy grzebisza”). Zwraca też uwagę, że „Wartość scjentystyczna [powieści Majewskiego] wyraźnie dominuje nad elementami fantastycznymi”; co przypisuje temu, że informacje na temat dynamicznie rozwijających się nauk ścisłych budziły wystarczające zainteresowanie młodych czytelników, a Majewski w swych książkach propaguje samą ideę nauki. Pozytywne zakończenie przygód, z patriotycznym akcentem, uznał za tradycyjne dla literatury pozytywistycznej, do której zaliczyć można twórczość Majewskiego. Wróblewski za bardzo wartościową w utworach uznał także warstwę filozoficzną (zwłaszcza „rozmyślania na temat analogii świata owadów i świata człowieka”), jak i przesłanie (wiarę w dobro, człowieka, rozum, postęp i cywilizację). Mimo nacisku na popularyzację nauki, w utworach Majewskiego jest także akceptacja wartości humanistycznych i duchowych (filozofii, religii czy sztuki). Wróblewski zauważył też, że motyw zmniejszenia bohatera wystąpił w polskiej literaturze już kilka lat wcześniej, w Guciu zaczarowanym – powieści Zofii Urbanowskiej z 1884 (gdzie tytułowy bohater, chłopiec, zamienia się w muchę).
Andrzej Niewiadowski i Antoni Smuszkiewicz w swoim Leksykonie polskiej literatury fantastycznonaukowej książki Majewskiego uznali za klasykę kanonu pozytywistycznych lektur dla młodzieży i najbardziej charakterystyczne pozycje polskiego nurtu fantastyczno-przyrodniczego, atrakcyjnie popularyzującego osiągnięcia naukowe (nurt ten uznali za prekursorski w stosunku do polskiej literatury fantastycznonaukowej, reprezentowanym w tym okresie m.in. przez Władysława Umińskiego). Książki te uznali za inspirowane utworami Juliusza Verne’a i popularyzujące „w nader przystępny sposób wiedzę przyrodniczą, zwłaszcza etnologiczną i antropologiczną”.
Jolanta Szczęśniak uznała teksty Majewskiego za będące dziś (pisząc w 2005) „praktycznie całkowicie zapomniane”, choć w swoim czasie „zdobyły szybko ogromne powodzenie w Polsce i za granicą”; teksty uznała za dalej wartościowe i warte przypomnienia dzisiejszemu czytelnikowi, zwłaszcza z punktu dalej wartościowych przesłań moralnych i filozoficznych („ogromna miłość do otaczającego nas świata”; „opisy bezmyślności i okrucieństwa człowieka”, promowanie nauki – scjentyzm) i wyjścia poza czystą rozrywkę. Zwróciła także uwagę na zawarte w tekstach patriotyczne „sławienie polskiej nauki”, a w Doktorze Muchołapskim, fragment krytykujący antypolską postawę Niemiec. Samą powieść porównała do robinsonad, gdyż doktor Muchołapski podróżuje sam, a „bezludną wyspą Robinsona Cruzoe staje się tatrzańska łąka, na której zniknął angielski lord”. W powieści widzi także nawiązania do Podróż Guliwera Jonathana Swifta (specyficznie, uważa wizytę Guliwera w kraju Liliputów za prawdopodobną inspirację Majewskiego dla tematyki tej powieści). Obydwu tytułowych bohaterów (Muchołapskiego i Przedpotopowicza) uznała za podobnych – zapalonych naukowców, racjonalistów i ewolucjonistów, alter ego samego autora. Zwróciła także uwagę na pojawiającą się w obydwu powieściach postać lorda Puckinsa, którego „obraz odzwierciedla zakorzenione w świadomości Polaków oceny angielskiej arystokracji”; Puckins jest „inteligentny, prawy i bogaty”, ale także dekadencki, gotów na każde ryzyku by tylko zwalczyć szaloną nudę swego życia. Szczęśniak zwraca uwagę na ewolucję postaci Puckinsa, który przez spotkania z Muchłapskim i Przedpotowiczem staje się mniej egoistyczny i bardziej szlachetny, a także zaciekawiony nauką. Szczęśniak także zauważa, że „Powieści Majewskiego są zapisem stanu świadomości polskiej inteligencji z końca XIX wieku. Pojawiają się w nich zatem takie składniki, jak: zainteresowanie Tatrami, patriotyczne powinności, romantyczny stosunek do świata, ale także umiłowanie nauki czy kult pracy”. W kontekście czytelnika, do którego te powieści były adresowane, pisze, że książki te, choć opisywane zwykle jako przeznaczone dla dzieci i młodzieży, mają o wiele większy poziom wyrafinowania niż podobne pozycje dla tej grupy czytelniczej tego okresu, i można je uznać także za adresowane dla dorosłych czytelników.
Wojciech Sedeńko, pisząc w 2012 o utworze, opisał go jako popularnonaukową „pozytywistyczną pochwałę nauki” i „polski wkład w powieść przygodową, zresztą słabo znany”. Pozytywnie odniósł się umiejętności literackich Majewskiego, pisząc, że informacje naukowe są „umiejętnie wplecione w fabułę”.
Dariusz Piechota i Agnieszka Trześniewska-Nowak podkreślili ekokrytyczne i nieantropocentryczne podejście widoczne w utworach Majewskiego. Piechota pokreślił różnice między dekadenckim lordem Puckinsem a miłośnikiem natury, doktorerm Muchołapskim, porównując tego drugiego do świętego Franciszka; zwrócił tez uwagę na edukacyjne walory powieści („kompendium wiedzy na temat owadów”) a także na motywy tatrzańskie. Trześniewska-Nowak opisała obydwie książki fantastycznonaukowe Majewskiego jako „łatwe do przyswojenia kompendium wiedzy z dziedziny geologii i przyrodoznawstwa”, a ideę autora uznała za innowacyjne i postępowe, zwłaszcza biorąc pod uwagę wiek tych utworów.